# Time Pieces: Best of Eric Clapton

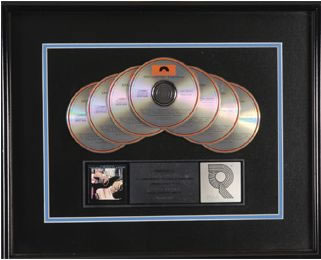
7 volte disco di platino della RIAA.

Time Pieces: Best of Eric Clapton (1982) è una raccolta di successi di Eric Clapton.

## Il Disco
L'album presenta una selezione di brani registrati in studio durante gli anni settanta, facenti parte della carriera solista del musicista inglese. Di questa compilation esiste una specie di seguito speculare intitolato Time Pieces Vol.II Live in the Seventies, antologia che offre un compendio della corposa produzione dal vivo del chitarrista negli anni settanta; nel maggio del 1998 fu realizzato un doppio CD, contenente entrambi i volumi e reintitolato Double Up: Timepieces/Timepieces, Vol. 2 .

## Tracce

### Lato A
1. I Shot The Sheriff (da 461 Ocean Boulevard) - 4:21
2. After Midnight (da Eric Clapton) - 3:09
3. Knockin' on Heaven's Door (pubblicato come singolo) - 4:19
4. Wonderful Tonight (da Slowhand) - 3:38
5. Layla (da Layla and Other Assorted Love Songs) - 7:04

### Lato B
1. Cocaine (da Slowhand) - 3:34
2. Lay Down Sally (da Slowhand) - 3:48
3. Willie And The Hand Jive (da 461 Ocean Boulevard) - 3:27
4. Promises (da Backless) - 2:59
5. Swing Low, Sweet Chariot (da There's One in Every Crowd) - 3:27
6. Let It Grow (da 461 Ocean Boulevard) - 4:55

## Musicisti
- Eric Clapton - voce solista, chitarra, dobro (traccia 11)
- Yvonne Elliman - cori (tracce 1, 3, 4, 6-8, 10 e 11)
- Bonnie Bramlett - cori (traccia 2)
- Rita Coolidge - cori (traccia 2)
- Sonny Curtis - cori (traccia 2)
- J.I. Allison - cori (traccia 2)
- Marcy Levy – cori (tracce 3, 4, 6, 7, 9 e 10)
- Tom Bernfield - cori (traccia 11)
- George Terry – chitarra (tracce 1, 3, 4, 6-11)
- Delaney Bramlett – chitarra (traccia 2), cori (traccia 2)
- Duane Allman – chitarra (traccia 5)
- Albhy Galuten – pianoforte (tracce 1 e 11)
- Leon Russell – pianoforte (traccia 2)
- Bobby Whitlock - organo (tracce 2 e 5), pianoforte (traccia 5), cori (tracce 2 e 5)
- Dick Sims – organo (tracce 1, 3, 4 e 6-11), tastiere (traccia 9)
- Carl Radle - basso
- Jamie Oldaker – batteria (tracce 1, 3, 4 e 6-11)
- Jim Gordon – batteria (tracce 2 e 5)
- Boby Keys - sassofono (traccia 2)
- Jim Price – tromba (traccia 2)

## Produzione
- Tom Dowd - produttore (tracce 1, 3, 8, 10 e 11), produttore esecutivo (traccia 2)
- Delaney Bramlett - produttore (traccia 2)
- Glyn Johns – produttore (tracce 4, 6, 7 e 9)
- The Dominos - produttore (traccia 5)